# David di Donatello 1974

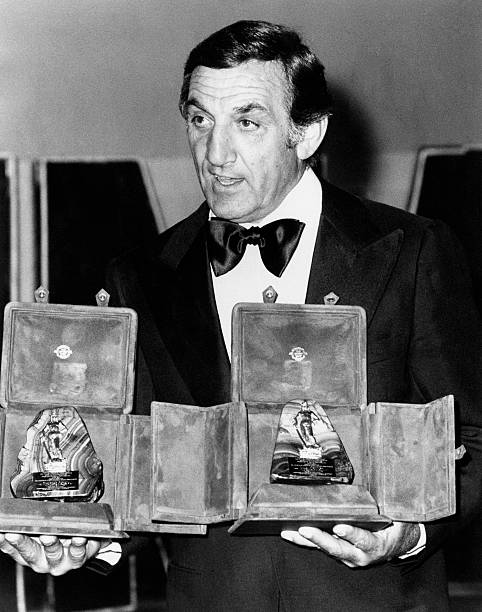
Lino Ventura con il premio speciale assegnatogli durante la cerimonia

La cerimonia di premiazione della 19ª edizione dei David di Donatello si è svolta il 20 luglio 1974 al teatro antico di Taormina.

## Vincitori
Migliore film
- Amarcord, regia di Federico Fellini (ex aequo)
- Pane e cioccolata, regia di Franco Brusati (ex aequo)

Miglior regista
- Federico Fellini - Amarcord

Migliore attrice protagonista
- Sophia Loren  - Il viaggio
- Monica Vitti  - Polvere di stelle

Migliore attore protagonista
- Nino Manfredi - Pane e cioccolata

Miglior regista straniero
- Ingmar Bergman - Sussurri e grida (Viskningar och rop)

Migliore attrice straniera
- Barbra Streisand - Come eravamo (The Way We Were) (ex aequo)
- Tatum O'Neal - Paper Moon - Luna di carta (Paper Moon) (ex aequo)

Migliore attore straniero
- Robert Redford - La stangata (The Sting) (ex aequo)
- Al Pacino - Serpico (Serpico) (ex aequo)

Miglior film straniero
- Jesus Christ Superstar (Jesus Christ Superstar), regia di Norman Jewison

David Europeo
- Franco Brusati per il film Pane e cioccolata

David Speciale
- Liv Ullmann, Ingrid Thulin, Harriet Andersson e Kari Sylwan, per la loro interpretazione in Sussurri e grida
- Françoise Fabian e Lino Ventura, per la loro interpretazione in Una donna e una canaglia
- Burt Lancaster, alla carriera.
- Turi Ferro, alla carriera.
- Adriana Asti, per la sua versatilità nei ruoli interpretati
- Goffredo Lombardo, per celebrare il 70º anniversario della Titanus
- Silvio Clementelli, per i suoi contributi nel cinema come produttore
- Mario Pesucci, per i suoi contributi nel cinema come distributore